# 2009 en paléontologie
Cet article présente les faits marquants de l'année 2009 en paléontologie.

## Évènements

### Janvier 2009
- États-Unis : la découverte sur six sites nord-américains de sols riches en éclats de diamants d'origine cosmique datant de 12 900 ans avant le présent (AP) confirmerait la théorie selon laquelle la chute de météorites aurait provoqué une période glaciaire de 1 200 ans, dénommée Dryas récent, responsable de la fragmentation de la culture préhistorique de Clovis, une culture paléolithique intermédiaire répandue à cette époque dans toute l'Amérique du Nord.

### Février 2009
- Parution dans la revue Nature de l'article décrivant la découverte en Colombie de Titanoboa, un serpent ayant vécu au Paléocène et le plus grand serpent fossile ayant jamais été rapporté.
- États-Unis : Le squelette quasi complet d'un mammouth est découvert lors de travaux en plein milieu de l'agglomération de Los Angeles. Ce mammouth aux défenses de trois mètres de long fait partie d'une série de dizaines de milliers de fossiles mis au jour lors de l'excavation d'un terrain à proximité du site de La Brea Tar Pits, un affleurement de bitume naturel. Au même endroit, les scientifiques ont trouvé des troncs d'arbre, des tortues, des serpents, des coquillages, des poissons et même des couches de feuilles de chêne préservées dans du sable mêlé aux hydrocarbures. Selon John Harris, le conservateur du musée qui abrite les fossiles trouvés sur le site de La Brea, ces découvertes « nous donnent l'occasion d'obtenir une photographie détaillée de ce qu'était la vie entre 10 000 et 40 000 ans » avant le présent, ce site constitue « une bibliothèque de la vie au Pléistocène ».

### Mai 2009
- Allemagne : présentation à New York des restes fossiles d'une femelle primate attribués à l'espèce Darwinius masillae, appartenant au sous-ordre des Strepsirrhiniens (Lemuriformes et Lorisiformes) et ayant vécu il y a 47 millions d'années en Allemagne. Découvert en 1983 sur le site fossilifère de Messel, près de Francfort-sur-le-Main, ce squelette complet à 95 % est considéré comme l'un des fossiles de primate les plus complets jamais découverts[1].

### Juin 2009
- Serbie : un squelette de mammouth, vieux d'environ un million d'années, a été découvert lors des fouilles du site archéologique d'un ancien camp romain sur le Danube. Le squelette « est extrêmement bien conservé, seul le crâne est légèrement abimé ». Le mammouth devait mesurer 4 mètres de haut et peser 10 tonnes[2].
- Chine : selon la revue Nature, la découverte en Chine par l'équipe du professeur Xu Xing d'un dinosaure vieux de 155 millions d'années pourrait contribuer à expliquer l'origine des ailes des oiseaux. Le Limusaurus inextricabilis (« saurien ne parvenant pas à s'extraire de la boue ») contribue à illustrer la théorie selon laquelle certains dinosaures sont les ancêtres des oiseaux. Ce cératosaure herbivore, découvert dans la formation jurassique de Shishugou (bassin du Junggar, ouest, Désert de Gobi) fait partie du sous-ordre des théropodes, les dinosaures bipèdes et en général carnivores[3].